# 축사 (개신교)
축사(逐邪)는 개신교의 구마(驅魔, 영어: Exorcism 엑소시즘[*], 라틴어: Exorcismus 엑소르치스무스[*])를 뜻한다. 가톨릭의 구마예식과는 다르게 악마에 의해 사로잡힌 사람뿐만 아니라 가계에 흐르는 저주로 인해 부마자가 아니지만 비슷한 증상을 보이는 사람에게 행하는 경우도 포함하기에 해방의식(Deliverance)이라고도 한다. 특별히 정해진 양식은 없으며, 축사를 진행하는 사람에 따라 천차만별이나 보통 예수 그리스도의 이름으로 악마에게 물러날 것을 명령한다는 것이 공통점이다.
보통 소설이나 영화에서는 가톨릭 구마예식이 많이 나오나 가톨릭은 현재 구마를 거의 진행하지 않으며, 미국에서는 신부가 목사를 초빙하여 진행하는 경우가 대부분이다.

## 절차
기본적인 축사의 절차는 다음과 같다. 
1. 부마자[1] 판별
2. 부마자 및 주변인[2] 면담
3. 성찬식
4. 대체자아가 소유한 주권 박탈(저주로 인한 부마현상일 경우 여기서 종료)
5. 대체자아 표출 및 주박
6. 감사기도 및 축귀선언

### 부마자 판별
부마의 징후는 여러가지가 있지만, 가장 간략하게 알아보는 방법은 설문이다. 다음은 밥 라슨 목사의 21가지 빙의 테스트 설문이다.
- 때때로 제어할 수 없는 분노 또는 폭력적 행동을 보이는가?
- 두 가지 이상의 오컬트, 역학, 신점 등 형이상학적인 것들을 실행했는가?
- 과거 성폭력(강간, 성추행 등)을 당한 경험이 있는가?
- 때때로 자신이 아닌 것처럼 행동을 하는가?
- 고통스러운 경험을 잊기 위해 술 또는 약을 사용하는가?
- 일반적인 가치관에 반하는 부도덕적이거나 불법적인 행동을 하는가?
- 자살을 시도하거나 시도할 생각이 있었는가?
- 때때로 심한 우을증과 절망감에 빠지는가?
- 식욕부진, 폭식, 자해 등 자기파괴적인 습관을 가지고 있는가?
- 인생을 바꾼 트라우마가 있는가?
- 살인, 자살, 강간 등을 행한 조상이 있는가?
- 내면의 목소리나 생각이 불법적이거나 부도덕적인 일 또는 신을 모독하라고 말하는가?
- 과거에 영적인 존재에게 자신을 대가로 어떠한 것을 요청한 적이 있는가?
- 편집증 또는 각종 공포증에 시달리는가? 또는 그런 증세를 겪을 공포에 휩싸였는가?
- 친부모로부터 정서적 또는 신체적 학대를 받은 경험이 있는가?
- 친부모로부터 정서적 또는 신체적 방치를 받은 경험이 있는가?
- 거절감 또는 우울감이 반복되며, 이것을 떨쳐낼 수 없는가?
- 인간관계의 실패를 자주 반복하는가?
- 중요한 타인에게 지속적인 신뢰와 사랑을 경험하지 못하는가?
- 계속해서 건강이나 재정적인 문제가 발생하는가?
- 기도, 예배, 성경읽기, 교회출석에 큰 어려움이 발생하는가?

위 21개 중 11개 이상의 질문에 해당한다면 부마자일 가능성이 높다. 하지만 이 설문을 진행하기 전 먼저 조현병 여부를 확인해야 하며, 조현병 등 정신질환이 존재할 경우 반드시 정신의학과의 치료를 받아야 한다. 조현병 환자에게는 축사 자체가 불가능할 뿐만 아니라, 억지로 축사를 진행한다면 조현병이 더욱 심해질 수 있다. 기준은 병식의 유무로 삼는데 병식이 있다면 위 설문을 진행하고, 없다면 반드시 정신의학과의 치료를 받도록 한다.

### 부마자 및 주변인 면담
설문 결과 부마자로 판별되었다면 면담을 통하여 정확한 부마 증세를 확인한다. 부마자 스스로 겪는 증세들과 주변인들이 확인한 부마 증세를 확인하면 된다. 특히 주변인에게는 부마자의 대체자아가 활동할 때 어떠한 모습을 보이는지 알아내면 좋다. 대체자아가 활동하는 모습으로 축사를 효과적으로 진행할 단서를 잡을 수 있기 때문이다. 또한 과거의 경험들도 상당히 중요한데 만약 부마자가 과거에 학대와 방치를 겪었다면 실제 부마가 아닌 가계에 흐르는 저주로 인한 부마현상의 가능성이 높다. 이 경우 축사가 아닌 해방에 초점을 맞추어야 하기 때문에 반드시 면담시 과거의 일들까지 알아내야 한다.
가장 중요한 것은 면담 시 부마자 본인과 주변인들의 동의를 서면으로 받아야 한다. 이는 축사를 진행하는 사람을 보호하기 위한 장치이므로 반드시 받아놓도록 한다.

### 성찬식
반드시 축사 현장에 존재하는 모든 사람은 성찬을 해야한다. 그러므로 세례교인이 아닌 이상 축사를 진행할 수도, 도울 수도 없다. 만약 세례교인이 아니라면 가급적 축사에서 배제하도록 하고 피치 못할 경우라면 약식으로 세례를 베푼다. 부마자도 마찬가지로 세례교인이 아니라면 가족의 동의를 구하여 세례를 베푼다. 이후 그 현장에 있는 모든 사람에게 성찬을 나누어 주며 기구들을 세팅한다. 축사에 사용되는 기구는 다음과 같다.
- 십자가: 가능하면 큰 것으로 하며, 부마자가 다치지 않도록 모서리가 둥글게 다듬어진 것을 사용한다.
- 성경: 가급적 한 손에 들어오는 무게의 성경을 사용한다.
- 성수, 성수기: 성수기가 없다면 손가락에 성수를 뭍혀 튕긴다.
- 성유
- 성찬기

이 기구들은 축사 현장에 들어가기 전에 미리 축성을 해놓아야 한다. 

### 대체자아가 소유한 주권 박탈
기본적으로 부마는 대체자아가 부마자의 주권을 탈취하면서 시작되는 것으로 본다. 주권이라는 것은 자유의지를 뜻하는데, 쉽게 말하면 자신의 선택을 스스로 선택하는 것을 말한다.
- 타인에 의한 주권박탈: 어린시절 학대와 방치를 받았을 경우에 해당한다. 스스로 선택을 한 경험이 없고, 타인에 의해 선택된 대로 삶을 살아왔기 때문에 주권을 가져본 적이 없는 상태이다. 부마라고 보기는 어려우며, 보통 이것을 가계에 흐르는 저주에 걸렸다고 표현한다. 이 경우 대체자아가 소유한 주권을 부마자에게 돌려주기만 하면 부마현상이 해소된다.
- 자의에 의한 주권포기: 오컬트나 점술 등이 해당된다. 본인의 행동을 스스로 결정하지 않고 점술을 통해 결정된 행동을 행하는 것을 말한다. 점술 뿐만 아니라 이데올로기나 이념에 의해 발생하기도 한다.[6] 스스로 포기한 주권이 방치되고 있을 때 악령이 그 주권을 차지하게 되면 부마현상이 일어나게 되며, 이것이 바로 진정한 의미의 부마다. 이 경우 대체자아가 소유한 주권을 박탈하고, 축출까지 해야 비로소 부마현상이 해소된다.

타인에 의한 주권박탈의 경우 이 단계만 끝나면 축사가 끝난 것으로 본다. 이는 스스로 주권을 갖겠다는 의지만 있다면 부마현상이 해소되기 때문이다. 하지만 스스로 주권을 포기한 경우에는 실제 대체자아가 존재하는 것으로 이 존재를 쫓아낸 후 본인이 스스로 주권을 찾을 수 있도록 돌봐주어야 비로소 축사가 끝나게 된다.
우선 부마자 안에 있는 대체자아를 불러낸다. 이후 이름을 말하도록 하고, 대체자아 스스로 주권을 포기한다는 선언을 하도록 압박을 가하면 된다. 주권 포기를 선언했다면 다음 단계로 넘어간다.

### 대체자아 표출 및 주박
대체자아와 부마자를 나눈다. 대체자아는 부마자의 혼을 차지하고 있기 때문에 왼편에 대체자아를 두고, 오른편에 부마자의 영을 두면 되는데, 이것은 그렇게 두겠다는 의도를 가지고 행동을 하면 된다. 이후 부마자에게 말할 때는 오른편을 보고 말하며, 대체자아에게 말할 때는 왼편을 보고 말한다. 이후 대체자아를 묶고, 지옥으로 나가겠다는 선언을 하도록 압박하여 선언을 얻어내면 지옥으로 나가라고 명령한다.

### 감사기도 및 축귀선언
대체자아가 나간 것을 확인하고 신에게 감사하도록 권한다. 이후 성유를 부마자 이마에 바르고 악령이 나갔음을 선언한 후 축사를 종료한다.

## 주의점
간간히 뉴스에서 구마의식을 하다가 사망하는 사건이 보도되는데, 이는 대부분 폭행에 의한 사망으로 추정된다. 특히 한국의 경우 축사를 하는 사람이 부마자의 뺨을 때리거나 목을 조르는 행위를 많이 하는데 이는 절대 하지 말아야 할 것들이다. 이런 행위들은 부마자의 육체에게 고통을 가할 뿐 대체자아에게는 어떠한 해도 못미칠 뿐만 아니라, 폭행에 해당한다.
이런 일이 일어나는 이유는 축사를 진행할 때 순순히 대답하고 선언하는 경우가 없기에, 대답과 선언을 얻어내기 위해 폭력을 가하는 것이다. 이는 무지에서 비롯된 것으로 대체자아에게 압박을 가하기 위해서는 폭력이 아닌 심상으로 고통을 가해야 한다. 예를 들어 대체자아에게 "내가 예수 이름으로 너의 머리 위에 성령의 불을 떨어뜨린다"라고 하며 성령의 불을 부마자 머리에 떨어뜨리는 시늉과 상상을 하면 실제로 대체자아는 머리에 불이 붙은 것처럼 행동을 한다. 이는 그들의 유일한 능력때문인데, 이 능력은 바로 사람의 마음을 읽는 능력이다. 오직 이 능력을 역이용하여 축사를 진행해야 하며, 어떠한 경우에도 폭력을 행사해서는 안된다.